# Saginaw (Teksas)
Saginaw je grad u američkoj saveznoj državi Teksas. Prema popisu stanovništva iz 2010. u njemu je živjelo 19.806 stanovnika.